# Piotr Niczyporuk
Piotr Niczyporuk (ur. 12 listopada 1971 w Białymstoku) – polski prawnik,  dr hab. nauk prawnych, profesor zwyczajny Katedry Nauk Historyczno-Prawnych, Teorii i Filozofii Prawa oraz Komparatystyki Prawniczej Wydziału Prawa Uniwersytetu w Białymstoku, od 2022 sędzia Naczelnego Sądu Administracyjnego.

## Życiorys
12 maja 2000 obronił pracę doktorską Pozycja prawna wdowy w archaicznym, przedklasycznym i klasycznym prawie rzymskim, 23 października 2009 habilitował się na podstawie pracy zatytułowanej Prywatnoprawna ochrona dziecka poczętego w prawie rzymskim. 17 lutego 2015 nadano mu tytuł profesora w zakresie nauk prawnych. Został zatrudniony na stanowisku adiunkta na Wydziale Administracji w Siedlcach Uniwersytetu w Białymstoku, oraz w Katedrze Zarządzania i Marketingu Wyższej Szkole Ekonomicznej w Białymstoku.
Był profesorem nadzwyczajnym Katedry Nauk Historyczno-Prawnych, Teorii i Filozofii Prawa oraz Komparatystyki Prawniczej Wydziału Prawa Uniwersytetu w Białymstoku i kierownikiem Katedry Prawa Rzymskiego Wydziału Prawa Uniwersytetu w Białymstoku.
Jest profesorem zwyczajnym w Katedrze Nauk Historyczno-Prawnych, Teorii i Filozofii Prawa oraz Komparatystyki Prawniczej na Wydziale Prawa Uniwersytetu w Białymstoku i członkiem Komitetu Nauk o Kulturze Antycznej na I Wydziale Nauk Humanistycznych i Społecznych Polskiej Akademii Nauk.
W czerwcu 2022 powołany na stanowisko sędziego Naczelnego Sądu Administracyjnego.
W 2020 został odznaczony Brązowym Krzyżem Zasługi.